# Ted Sutton
Ted Sutton es un actor ocasional que interpretó el papel de SFC Cunningham en la película Señales por M. Night Shyamalan. También tuvo el papel como Sr. Croshere en la película de 2005 Fortunes. Ha hecho apariciones en series de televisión, como 24, Cold Case y Law & Order: Special Victims Unit Sutton es especialmente conocido por su única y sonora voz distintiva.

## Filmografía
| Año  | Título                            | Papel                                    | Notas                                                         |
| ---- | --------------------------------- | ---------------------------------------- | ------------------------------------------------------------- |
| 1989 | Her Alibi                         | Policía                                  |                                                               |
| 1990 | On the Block                      |                                          |                                                               |
| 1991 | Maxim Xul                         | Fiscal de un distrito judicial           |                                                               |
| 1996 | In the Blink of an Eye            | Patrullero                               |                                                               |
| 1997 | G.I. Jane                         | Oficial superior de la marina            |                                                               |
| 1998 | Species II                        | Personal de Pentágono                    |                                                               |
| 2001 | Law & Order: Special Victims Unit | Robert                                   | Aparición en el episodio de Law & Order: Special Victims Unit |
| 2001 | Revolution #9                     | Dr. Fred Lang                            |                                                               |
| 2002 | Señales                           | SFC Cunningham                           |                                                               |
| 2003 | 24                                | General Blaye                            | Aparición en el episodio de 24                                |
| 2003 | Marci X                           | Chuck Farley                             |                                                               |
| 2004 | Star Trek: Enterprise             | Andorian general                         | Aparición en el episodio Proving Ground                       |
| 2004 | 10-8: Officers on Duty            | Conductor masculino                      | Aparición en el episodio Wild and the Innocent                |
| 2004 | Passions                          | Guardia                                  | Aparición en el episodio Ep. #1207                            |
| 2004 | JAG                               | General Matthew Smithfield U.S.M.C. Ret. | Aparición en el episodio de JAG                               |
| 2004 | Cold Case                         | Herb                                     | Aparición en el episodio Mindhunters                          |
| 2005 | Fat Cats                          | Juez Baddin                              |                                                               |
| 2005 | Charmed                           | Recruitment officer                      | Aparición en el episodio Malice in Wonderland                 |
| 2005 | Fortunes                          | Mr. Croshere                             |                                                               |
| 2007 | Queens Supreme                    | Norman Plotkin                           | Aparición en el episodio Permanent Markers                    |